# Quinquenália
Quinquenália (em latim: Quinquennalia) eram jogos instituídos, segundo Suetônio e Tácito, pelo imperador Nero (r. 54–68) no ano 60 em imitações a festivais gregos e celebrados como o grego pentetépides (πενταετηρίδες) ao fim de cada 4 anos. Consistiam em competições musicais, ginásticas e equestres e eram chamados Nerônia. A Quinquenália antes instituída em honra a Júlio César e Augusto ocorreu em cidades da Itália e províncias, enquanto àquela de Nero parece nunca ter sido celebrada após seu tempo, até ser revivida por Domiciano (r. 81–96) em honra de Júpiter Capitolino.